# Hylaeothemis clementia
Hylaeothemis clementia is een libellensoort uit de familie van de korenbouten (Libellulidae), onderorde echte libellen (Anisoptera).
De wetenschappelijke naam Hylaeothemis clementia is voor het eerst geldig gepubliceerd in 1909 door Ris.